# Filialkirche Maria Schnee (Kehlegg)

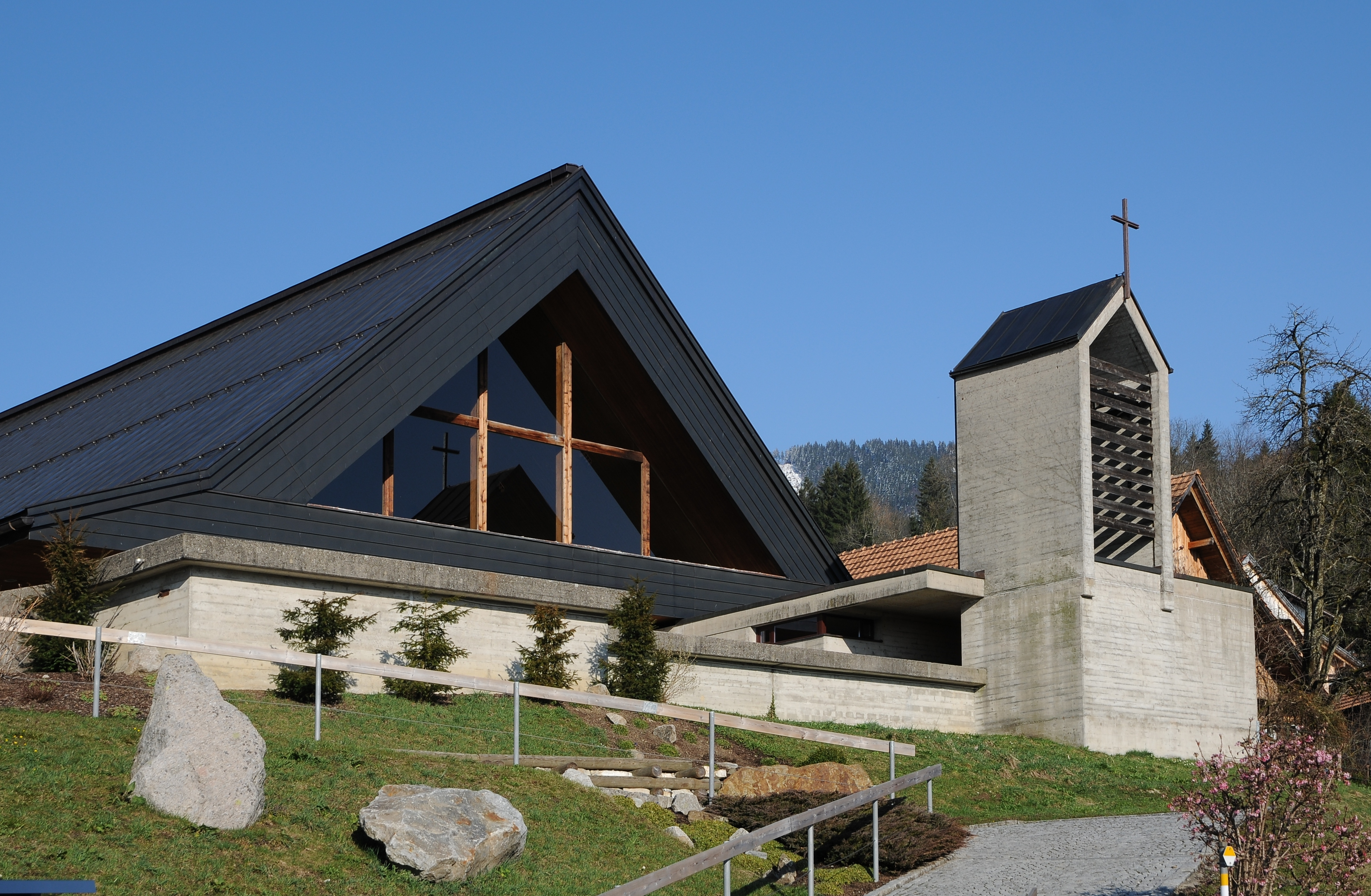
Filialkirche Maria Schnee in Kehlegg.

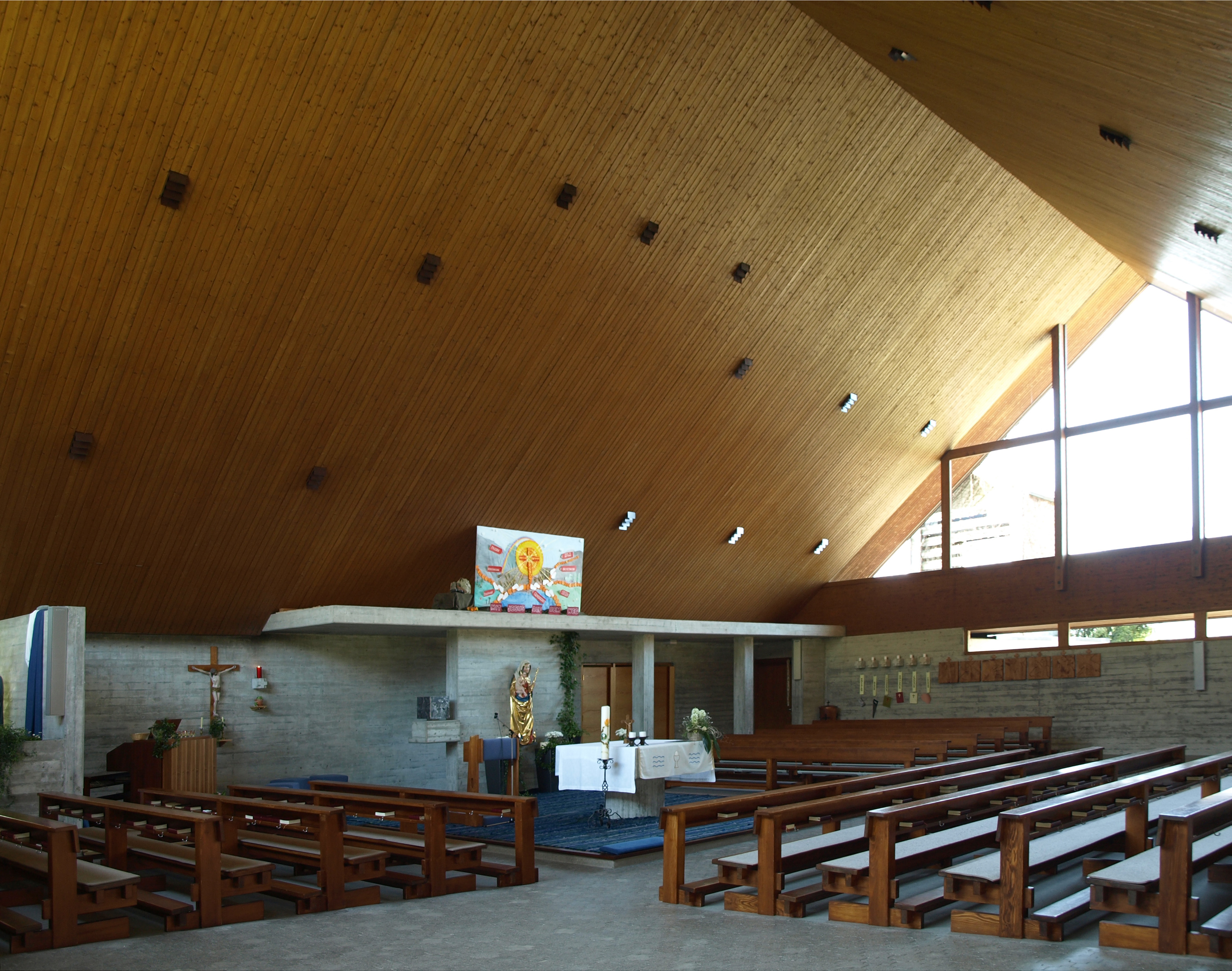
Innenraum und Altar der Filialkirche Maria Schnee.

Die römisch-katholische Filialkirche Maria Schnee (auch: Kapelle Maria Schnee oder kurz Kapelle Kehlegg) steht im Ortsteil Kehlegg der Gemeinde Dornbirn im Bezirk Dornbirn in Vorarlberg. Sie ist der Gottesmutter geweiht und gehört als Filialkirche zur Pfarrkirche Oberdorf zum Dekanat Dornbirn in der Diözese Feldkirch. Das Bauwerk aus dem Jahr 1973 steht unter Denkmalschutz.

## Lage
Die Kapelle (799 m ü. A.) ist vom Stadtzentrum von Dornbirn etwa 3 km Luftlinie entfernt.
Als architektonisch wertvoll gilt die im Jahr 1973 erbaute Kirche, weil das Gebäude eine Beziehung mit der umgebenden Bergwelt eingeht.

## Geschichte
Nach mündlicher Überlieferung wurde die erste Kapelle in Kehlegg 1431 gebaut. Wegen der Feuersbrunst vom 16. Oktober 1732, bei der innert weniger Stunden 21 Häuser und ebenso viele Ställe in Kehlegg zerstört wurden, ist 1744 eine kleine Glocke angeschafft worden für den Ruf zum Gebet und als Sturmgeläute.
Seit 1719 besteht eine neue Kapelle.  1768 werden für die Kapelle Kreuzwegstationen erlaubt und gesegnet. Wegen der notwendigen Renovierung der Kapelle wurde am 13. August 1836 ein Ansuchen der Dorfgemeinschaft um einen Kapellenneubau gestellt und im Jahre 1837 mit dem Bau begonnen und auch abgeschlossen. Seit 1933 darf in Kehlegg das ganze Jahr die Heilige Messe gelesen werden.
Am 27. März 1942 mussten die Glocken der Kapelle zu Kriegszwecken abgeliefert werden. Am 8. Jänner 1950 wurden zwei neue Glocken geweiht.
Am 29. November 1970 erfolgte die Grundsteinlegung für die neue Kirche durch Diözesanbischof Bruno Wechner. Es wurde ein moderner Neubau von Architekt Hans Burtscher erstellt. Weihe und Einzug in die neue Kirche erfolgten am 15. August 1973.

## Kirchenbau
Es handelt sich um einen Bau mit annähernd rechteckiger Grundform und Südwest/Nordost-Ausrichtung inmitten des Dorfes auf einer leichten Erhöhung. Der Kirchenbau ist etwa 12 m hoch, 19 m breit und 24 m lang und hat ein Satteldach mit Kupfereindeckung. Im Giebeldreieck befinden sich großzügige Sprossenfenster, durch welche der Kirchenraum eine besondere Helligkeit und Verbundenheit nach außen verliehen wird.
Der freistehende, südlich sich befindende, turmähnliche, etwa 6 m hohe Bau in dem sich die Glocken befinden, ist deutlich niederer als der eigentliche Kirchenbau. Am 28. Juli 1973 fand die Glockenabnahme von der Kapelle in die neue Kirche statt.

## Ausstattung
Der Betraum hat eine dem Satteldach folgende Decke aus lackierten Tannen-Holzlatten und Sichtbetonwände. Der Altarraum ist vom Betraum nicht abgegrenzt und weist einen Volksaltar, ebenfalls aus Sichtbeton, auf. Links hinter dem Altar befindet sich an der Wand ein einfaches Kruzifix, welches vom Bundesdenkmalamt auf etwa 1430 datiert wird, und rechts eine Statue Madonna, etwa aus dem Jahr 1470 (siehe unten). Die Holzbänke sind einfach gehalten und aus dunkel lasiertem Holz, sie sind um den Altar gruppiert.
Es sind Kreuzwegstationen aus schlicht geschnitzten Holztafeln an den Wänden angebracht.

### Die Madonna
Die Muttergottesstatue war ursprünglich am Waldrand rund 5 m oberhalb des alten Weges zum Bad Kehlegg. 1923 wurde ein neuer Weg erstellt und der Zugang zur Statue erschwert und der Bildstock wurde darum 1925 verlegt. 1955 wurde die Madonna durch Restaurator Andreas Amann aus Schlins renoviert und dann in der damaligen Kapelle Kehlegg aufgestellt. 1976 wurde an dieser Stelle ein Wohnhaus errichtet und die Statue in der neuen Kirche aufgestellt.
Die Madonna dürfte um 1470 entstanden sein und wird der Multscher Werkstatt zugeschrieben. Die Madonna soll aus Hagebuche bestehen und stammt vermutlich von einem Seitenaltar der Stadtpfarrkirche St. Martin.  Gemäß mündlicher Überlieferung sei diese Statue aus der Stadt Dornbirn anlässlich der Schwedenkriege hier in Sicherheit gebracht worden.